# Alan Hernández
Alan Ariel Hernández Rodriguez (David, 19 gennaio 1992) è un ex calciatore panamense, di ruolo attaccante.

## Caratteristiche tecniche
É un'ala destra.

## Carriera

### Club
Nel marzo del 2011 passa dall'Atlético Chiriquí al Chievo, formazione di Serie A, con cui conclude la stagione 2010-2011 giocando nel Campionato Primavera, nel quale totalizza 7 presenze senza reti. Gioca nella Primavera clivense anche nel Campionato Primavera 2011-2012, che conclude con 4 reti in 27 presenze (una delle quali nella fase finale). Nell'estate del 2012 viene ceduto in prestito al Vallée d'Aoste, formazione di Lega Pro Seconda Divisione, con la quale trascorre l'intera stagione 2012-2013 giocando in tutto 3 partite di campionato.
Terminato il prestito fa ritorno al Chievo, che subito lo cede al Chorrillo, formazione della prima divisione panamense, con la quale oltre a vincere un campionato nella stagione 2014-2015 gioca 2 partite nella fase a gironi di CONCACAF Champions League e con cui rimane fino al gennaio del 2015, quando fa ritorno all'Atlético Chiriquí, sempre nella prima divisione del suo Paese natale.

### Nazionale
Dopo aver fatto parte della nazionale Under-17, nel 2011 ha partecipato ai Mondiali Under-20; in particolare, è subentrato dalla panchina nella sfida del 2 agosto 2011 persa per 1-0 contro l'Egitto ed ha giocato da titolare nella partita del successivo 5 agosto, persa per 4-0 contro il Brasile.

## Palmarès

### Club

#### Competizioni nazionali
- Campionato panamense: 1

Chorrillo: Clausura 2014